# Top of the Top Sopot Festival 2017
Top of the Top Festival Sopot 2017 – 51. edycja festiwalu muzycznego odbywającego się w sopockiej Operze Leśnej. Festiwal odbył się w dniach 18–20 sierpnia 2017. Organizatorami festiwalu byli Festival Group i Bałtycka Agencja Artystyczna BART. Patronami medialnymi byli Wirtualna Polska, Radio Zet i telewizja TVN, która transmitowała pierwsze dwa dni wydarzenia na żywo. Festiwal został zrealizowany przy pomocy finansowej Miasta Sopotu.

## Dzień  pierwszy – „#iLove… Największe przeboje o miłości”
Motywem przewodnim była muzyka poświęcona miłości. Koncert poprowadzili: Magda Molek i Olivier Janiak.
- Feel – A gdy jest już ciemno; Swoje szczęście znam
- Natalia Szroeder – Lustra; Zamienię Cię
- Varius Manx & Kasia Stankiewicz – Ameryka; Ruchome piaski
- Oddział Zamknięty – Andzia; Obudź się
- Michał Szpak – Color of your life; Byle być sobą
- Kasia Kowalska – Antidotum; To co dobre
- Margaret – Heartbeat; What you do
- De Mono – Moje miasto nocą; Kochać inaczej
- Kobranocka – Kocham Cię jak Irlandię
- Edyta Górniak – Wicked game; Without you
- Pectus – To co chciałbym Ci dać; Barcelona
- Agnieszka Chylińska – Królowa Łez; Winna
- Kancelarya – Zabiorę Cię
- Gabriel Fleszar – Kroplą deszczu
- Bracia – Wierzę w lepszy świat; Nad przepaścią
- Farba – Chcę tu zostać
- LemON – Napraw; Scarlett
- Izabela Trojanowska – Wszystko czego dziś chcę
- Mariusz Totoszko – Volveremos
- Jakub Molęda – Mogę wszystko
- Rafał Brzozowski – Tak blisko; Magiczne słowa; Już wiem

## Dzień drugi – „#iDance… Morze przebojów”[4][5]
Tematem przewodnim koncertu była radość, dobra energia i taniec. Koncert poprowadzili: Gabi Drzewiecka i Filip Chajzer. Gościem specjalnym był Agustin Egurrola, który uczył publiczność tańczyć.
- Mariusz Totoszko & Rey Ceballo – Despacito
- Kombii – Słodkiego miłego życia; Black and White
- Natalia Nykiel – Error; Spokój
- Anna Wyszkoni – Czy ten pan i pani; Nie chcę się obudzić
- Alicja Ruchała – Summer love
- Mr. Zoob – Kawałek podłogi
- Blue Café - Do nieba; Zapamiętaj; Buena
- Andrzej Piaseczny – My (O mnie, o Tobie, o nas); Chodź, przytul, przebacz; Rysowane serce; Jeszcze bliżej
- Wanda i Banda – Nie będę Julią; Hi-fi
- Mesajah – Wolne; Każdego dnia
- Kayah –  Za późno; Po co; Prawy do lewego
- Cleo – N-o-c; My Słowianie
- Mandee & Maria Mathea – Superstar
- Kasia Kowalska – Pieprz i sól; Domek z kart
- LemON – Full moon
- Rudnik – Robię to, co chce
- Oddział Zamknięty –  Ten wasz świat; Party
- De Mono – Ostatni pocałunek; Kochać inaczej; Twoje ulice; Póki na to czas

## Dzień trzeci – „#KabareTOP”[6]
Wieczór z gwiazdami polskiego kabaretu:
- Piotr Bałtroczyk
- Kabaret Ani Mru-Mru (Michał Wójcik i Waldemar Wilkołek)
- Robert Korólczyk (Kabaret Młodych Panów)
- Cezary Pazura
- Kabaret Smile
- Marcin Daniec
- Rudi Schuberth
- Kabaret Łowcy.B
- Grzegorz Halama
- Ewa Błachnio